# Rakuraku Harima
Le Rakuraku Harima (らくラクはりま) est un train express au Japon, exploité par la compagnie JR West, qui relie la ville de Kyoto à celle de Himeji. Son nom fait référence à l'ancienne province de Harima.

## Gares desservies
Le Rakuraku Harima circule aux heures de pointe de la gare de Kyoto à la gare d'Aboshi en empruntant les lignes Tōkaidō et Sanyō.
| Nom des gares    |
| ---------------- |
| Kyoto            |
| Shin-Osaka       |
| Osaka            |
| Sannomiya        |
| Kobe             |
| Akashi           |
| Nishi-Akashi     |
| Kakogawa         |
| Himeji           |
| Agaho            |
| Harima-Katsuhara |
| Aboshi           |

## Matériel roulant
Les modèles utilisés sur ce service sont des rames de la série 289.

## Composition des rames
Tous les trains sont complètement non fumeurs. Les places dans la première voiture sont réservées aux femmes.
- Série 289 :

| N° de voiture | 1     | 1       | 2       | 3       | 4       | 5       | 6       |
| Classe        | Green | Réservé | Réservé | Réservé | Réservé | Réservé | Réservé |